# Высокотемпературная керамика
Высокотемпературная керамика (также каменная керамика) — общий термин для обозначения целого класса полупрозрачных керамических изделий, изготовленных из каменной массы и обжигаемых при высоких температурах (1100—1400°С). Общими свойствами разных видов высокотемпературной керамики являются мелкозернистый, малопористый, плотный черепок и низкое (не более 3 %) водопоглощение. Высокотемпературные керамические материалы используется как в промышленных, так и декоративно-художественных целях.
В англоязычных источниках выделяется пять типов высокотемпературной керамики:
- Традиционная каменная керамика делается из плотных недорогих глин, обычно имеет матовую поверхность разных цветов, черепок пористый, ноздреватый, может напоминать камень. Традиционная каменная керамика изготовляется из мелкозернистых пластичных глин наносного происхождения, которые позволяют сформовать даже очень большие предметы.
- Тонкокаменная керамика изготовляется из тщательно отобранного, подготовленного и хорошо замешенного сырья. Обычно используется для производства посуды и предметов художественного творчества.
- Химическая керамика используется в для хранения агрессивных химических веществ (кислот, щелочей) и способна противостоять их разрушительному воздействию. Как правило, это достигается за счет особой чистоты исходных материалов и очень высокой плотности.
- Огнеупорная каменная керамика способна выдерживать резкие колебания температуры и термические удары, что достигается за счет химических добавок к исходной каменной массе.
- Электрокерамика, практически вышедшая из употребления после изобретения электрофарфора, использовалась для изготовления электроизоляционных конструкций.

Еще одной промышленной разновидностью высокотемпературной керамики является керамогранит.